# Menachemja
Menachemja nebo Menachamija (hebrejsky מְנַחֶמְיָה‎ nebo מְנַחֲמִיָּה‎, anglicky Menahemia nebo Menahamiya, v oficiálním seznamu sídel Menahemya) je vesnice typu mošava v Izraeli, v Severním distriktu, v oblastní radě Emek ha-Ma'ajanot.

## Geografie
Leží v Galileji v nadmořské výšce 195 m pod mořskou hladinou, 5 km jižně od břehů Galilejského jezera poblíž soutoku řek Jordán a Jarmúk, v oblasti s intenzivním zemědělstvím.
Vesnice se nachází cca přibližně 13 km jihojihovýchodně od města Tiberias, 98 km severovýchodně od centra Tel Avivu a 55 km jihovýchodně od centra Haify. Menachemju obývají Židé, přičemž osídlení v tomto regionu je ryze židovské.
Menachemja je na dopravní síť napojena pomocí dálnice číslo 90.

## Dějiny
Menachemja byla založena v roce 1902. k založení došlo 25. prosince 1902. Již roku 1901 sem dorazila skupina prvních pěti průkopníků, kteří tu měli připravit plochu pro vznik úplně první novověké židovské osady v této části jordánského údolí. Brzy po nich sem přišla skupina dalších 16 židovských zemědělců z již existujících agrárních osad. V první fázi tu vyrostlo 21 domů ve dvou řadách, obklopených zdí. Dvě parcely byly ponechány volné, pro výhledovou výstavbu školy a zdravotního střediska. Pozemky poskytla Jewish Colonization Association. Hlavním realizátorem vzniku vesnice byl manažer Jewish Colonization Association Chajim Kalwarijski-Margalijot.
Původní název osady zněl Milchamja (מלחמיה‎). Současné jméno získala roku 1921, na počest Menachema - otce Herberta Samuela, nejvyššího představitele britského mandátu Palestina.
Zpočátku čelili zdejší obyvatelé geografické izolovanosti, extrémním vedrům, bezpečnostním problémům s okolními Araby. Růst obce byl pozvolný, zrychlil se teprve v 50. letech 20. století s příchodem vlny židovských přistěhovalců. Roku 1949 měla vesnice 180 obyvatel a rozlohu katastrálního území 8 080 dunamů (8,08 km²).
V roce 1951 byla Menachemja povýšena na místní radu (malé město). Nikdy ale nenabyla skutečně městského rázu. Počátkem 21. století byla proto Menachemja tohoto statutu zbavena a proměnila se na běžnou vesnici. V lednu 2006 se stala členskou obcí oblastní rady Emek ha-Ma'ajanot.
V obci fungují zařízení předškolní péče, základní škola je v sousedním kibucu Ašdot Ja'akov. Je zde synagoga, mikve, zubní ordinace, společenské centrum, dva obchody, plavecký bazén a sportovní areály.

## Demografie
Obyvatelstvo Menachemje je smíšené, tedy sekulární i nábožensky orientované. Podle údajů z roku 2014 tvořili naprostou většinu obyvatel v Menachemji Židé (včetně statistické kategorie „ostatní“, která zahrnuje nearabské obyvatele židovského původu ale bez formální příslušnosti k židovskému náboženství).
Jde o menší sídlo vesnického typu s dlouhodobě stagnující populací. K 31. prosinci 2014 zde žili 1002 lidé. Během roku 2014 populace klesla o 2,0 %.
| Rok            | 1948 | 1949 | 1961 | 1972 | 1983 | 1995 | 2001 | 2003 | 2004 | 2005 | 2006 | 2007 | 2008 | 2009 | 2010 | 2011 | 2012 | 2013 | 2014 |
| -------------- | ---- | ---- | ---- | ---- | ---- | ---- | ---- | ---- | ---- | ---- | ---- | ---- | ---- | ---- | ---- | ---- | ---- | ---- | ---- |
| Počet obyvatel | 149  | 180  | 389  | 542  | 942  | 1156 | 1090 | 1087 | 1080 | 1053 | 1020 | 979  | 979  | 1015 | 1001 | 993  | 1012 | 1022 | 1002 |